# Hypogastre

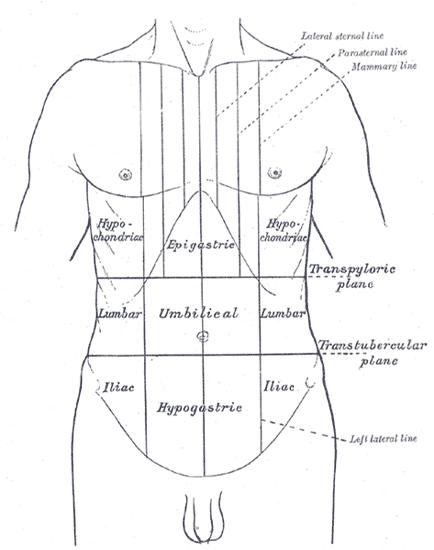

Pour les articles homonymes, voir ventre (homonymie).
L'hypogastre (du grec hypo : sous et gaster : estomac) est la partie médiane de la région inférieure de l'abdomen ; elle est située entre les deux fosses iliaques. Parfois également appelé bas-ventre ou encore entrailles.
Cette région contient une partie des intestins, la vessie et l'utérus chez la femme. Des pathologies de ces organes peuvent se manifester par des douleurs hypogastriques.

## Médecine chinoise
Il est appelé en chinois dantian ( 丹田 dāntián) et en japonais hara. Il est essentiel dans la médecine énergétique chinoise ou indienne. Pour ces médecines, c'est la source principale du souffle vital (ou âme), en chinois, le yuanqi (元气 yuánqì), généralement abrégé en qi (气 qì), ki en japonais ou prana en hindi.